# Nesomymar magniclave
Nesomymar magniclave är en stekelart som beskrevs av Valentine 1971. Nesomymar magniclave ingår i släktet Nesomymar och familjen dvärgsteklar. Inga underarter finns listade i Catalogue of Life.